# Namiseom
Namiseom (aussi Namisum) est une petite île en forme de demi-lune située à Chuncheon, en Corée du Sud.

## Origine

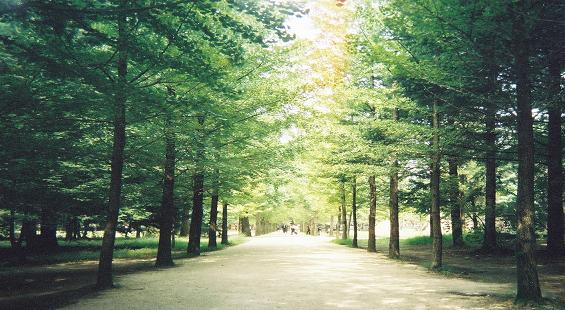
Allée d'arbre sur l'île de Nami

L'île s'est formée lors de la montée des eaux de la rivière Han du Nord à la suite de la construction du barrage de Cheongpyeong (청평댐) en 1944. Son nom provient du général Nami (남이 장군), mort à l'âge de 28 ans après avoir été faussement accusé de trahison sous le règne du roi Sejo, le septième roi de la dynastie Joseon de Corée. Bien que sa tombe n'ait pas été découverte, il y avait un tas de pierres sous lequel son corps était censé être enterré. On croyait que si quelqu'un en prenait une pierre, cet acte apporterait le malheur dans sa maison. Une société touristique a aménagé la tombe, puis a développé Namisum en parc d'attractions.
Pour accéder à l'île, le moyen le plus classique est d'utiliser le ferry, mais il est aussi possible de prendre une tyrolienne pour 38 000 won. 
Sur l'île, on retrouve de grandes allées d'arbres mais également des statues, telle que Winter Sonata Statue ou Namimaid Statue. 
| République de Naminara                           |                                    |
| République de Naminara (Depuis 2006) 남이섬 (ko) |                                    |
| Administration                                   |                                    |
| Pays                                             | Corée du Sud                       |
| Territoire revendiqué                            | L'île de Namirana                  |
| Statut politique                                 | Micronation                        |
| Démographie                                      |                                    |
| Langue(s)                                        | Coréen                             |
| Géographie                                       |                                    |
| Coordonnées                                      | 37° 47′ 30″ nord, 127° 31′ 32″ est |
|                                                  |                                    |
| modifier                                         |                                    |

## La République de Naminara
Naminara est une micronation pour laquelle un visa délivré par les autorités est nécessaire pour y pénétrer. La République s'est déclarée pays autonome en 2006 et a créé son propre passeport, sa monnaie, ses timbres et cartes téléphoniques.